# Franz Mixa
Franz Mixa (* 3. Juni 1902 in Wien; † 16. Januar 1994 in München) war ein österreichischer Komponist, Dirigent und Hochschullehrer.

## Leben
Mixa studierte an der Wiener Staatsakademie für Musik bei Eusebius Mandyczewski, Robert Heger, Franz Schmidt und Joseph Marx und schloss seine Ausbildung 1927 mit dem Kapellmeisterdiplom ab. Daneben war in der Saison 1923/24 an der Wiener Volksoper als Solokorrepetitor und 1923–26 als zweiter Dirigent des Akademischen Orchestervereins tätig. 1929 wurde er an der Universität Wien nach einem Studium der Musikwissenschaft bei Robert Lach, Wilhelm Fischer, Guido Adler und der Dissertation Die Klarinette zur Zeit Mozarts zum Dr. phil. promoviert. Über Empfehlung von Robert Heger ging Mixa 1929 nach Reykjavík, um 1930 das Musikprogramm zur Millenniumsfeier des Isländischen Parlaments (Althing) zu leiten. Er verblieb als Musikdirektor in Reykjavík und gründete dort das Konservatorium und den Musikverein; dazwischen kehrte er immer wieder in seine Heimat zurück, um 1938 endgültig wieder nach Österreich zu kommen. Zunächst lehrte er an der Karl-Franzens-Universität Graz Musiktheorie und leitete die Opernschule am Steiermärkischen Landeskonservatorium. 
Nachdem er bereits zum 16. Januar 1932 der NSDAP beigetreten war (Mitgliedsnummer 782.617), hatte er von 1938 bis 1943 die Landesleitung der Reichsmusikkammer Gau Steiermark inne, zusammen mit dem Komponisten Hanns Holenia und dem Musiklehrer und Musikfunktionär Hermann Kundigraber, beide ebenfalls Mitglieder der NSDAP. Als die Nationalsozialisten nach der Machtübernahme in Österreich den Steirischen Tonkünstlerbund abschafften und durch die Gruppe Musik in der Kameradschaft steirischer Künstler und Kunstfreunde ersetzten, übernahm Mixa auch dort die Leitung, zusammen mit dem Komponisten Josef Kolleritsch und dem Geiger Artur Michl. 1943 wurde er zur Wehrmacht einberufen und geriet 1945 in französische Kriegsgefangenschaft. 
Nach seiner Entlassung 1947 baute er das Landeskonservatorium in Graz wieder auf und wurde 1952 bis 1957 dessen Leiter. Dort lernte er seine zweite Frau, die Sängerin Hertha Töpper, kennen. 1949 heirateten sie und hatten in der Folge gemeinsame Konzertauftritte. Mit dem Engagement von Hertha Töpper an die Bayerische Staatsoper übersiedelten beide nach München, wo er als freischaffender Komponist lebte. Von 1971 bis 1973 war er außerdem als Professor an der Hochschule für Musik in München tätig.
Er wurde auf dem Waldfriedhof Solln in München beerdigt.

## Werke (Auswahl)
- Streichquartett (1924)
- Oratorium Sonnengesang (1945/46)
- Kleine symphonische Musik (1949)
- Deutsche Messe (1949)
- Isländische Rhapsodie für Orchester (1949/50)
- Musik über isländische Volksweisen für Orchester (1958)
- Tritonus diabolus domitus für Orchester (1977)
- 5 Sinfonien (1953, 1956, 1969, 19??, 1975)

Opern
- Eyvind und sein Weib (1937–39; UA 1964)
- Der Traum ein Leben (1963)

## Auszeichnungen
- 1948 Kompositionspreis der Gesellschaft der Musikfreunde
- 1949 Falkenorden
- 1949 Joseph-Marx-Preis des Landes Steiermark (und auch 1958)
- 1955 Professorentitel
- 1957 Goldenes Ehrenzeichen für Verdienste um die Republik Österreich
- 1962 Ehrenmitgliedschaft des Steirischen Tonkünstlerbundes
- 1976 Großes Ehrenzeichen des Landes Steiermark
- 1987 Großritterkreuz des Falken-Ordens (Island)
- 1988 Großes Goldenes Ehrenzeichen des Landes Steiermark